# Заклятье черного мага
Заклятье Черного мага (ЗЧМ; ЗаЧеМ; Заклятье) —  первая опубликованная настольная ролевая игра на постсоветском пространстве. Была разработана Жаном Багдасаровым и издана ЗАО “КАМЕЛОТ” 24 октября 1997г. в Санкт-Петербурге. Представляет собой музейный экспонат из истории развития настольных ролевых игр в России.

## Комплектация
В коробке ~А4 формата находились: 
- Инструкция - правила игры, список вещей, список заклинаний
- Книга Жизни - упрощенные карты локаций и список происходящих в них событий
- Бестиарий - существа, их внешний вид, описание и характеристики
- Книга Сумерек - художественная предыстория в стихах и прозе
- Карта игрового мира - названия локаций, обозначены места случайных встреч на дорогах
- Две шестигранные игральные кости
- Комплект наклеек на одну из костей

## Создание
Создателями игры была группа студентов: 
- Автор-составитель: Жан Багдасаров
- Художественные тексты: Олег Тарасов
- Графика: Олег Гвалия

Заклятие Черного мага - развило идеи вышедшей в 1990 году Заколдованной страны, наследуя терминологию, игральную кость к18, образ главного антагониста - Черного мага, 12 уровней персонажа, стилистику описания локаций и применение карты игрового мира, с нанесенными местами случайных столкновений. Но, вместе с тем, упростило процесс создания персонажей и восприятие концепции Класса Доспеха через переход от нисходящего КД к восходящему.
Однако, игровые классы и некоторые особенности применения магии были взяты из Dungeons&Dragons напрямую. Также авторы находились под впечатлением от литературных произведений Дж.Р.Р. Толкиена, Говарда Филлипса Лавкрафта, цикла книг Маргарет Уэйс и Трейси Хикмен - Сага о копье.

## Игра

### Роль Ведущего
Сперва участники определяются, кто из них будет Ведущим. Остальные становятся игроками. В задачу Ведущего входит описание окружающего мира, управлением монстрами, спутниками персонажей, торговцами, стражниками и прочими существами, с которыми могут столкнуться персонажи игроков. Он же является верховным судьей и разрешает все возникающие между игроками споры.

### Создание персонажа
Перед началом игры каждый игрок создает себе персонажа, от лица которого он будет взаимодействовать с воображаемым миром. Все его базовые параметры (сила, ловкость, меткость и удача) изначально равны нулю. А такие характеристики как жизни или мана зависят от выбранного класса (Жрец, Варвар, Воин, Вор или Маг). На 40 начальных монет приобретается снаряжение. И вот вы уже готовы к приключениям.

### Процесс игры
Как и в большинстве настольных ролевых игр, основной цикл состоит из следующих этапов:
1. Ведущий описывает происходящее в игровом мире
2. Игрок заявляет, какие действия совершает его персонаж
3. В зависимости от ситуации, игрок совершает бросок костей и добавляет соответствующие параметры персонажа
4. После чего Ведущий описывает результат действий персонажа

По ходу игры, персонажи исследуют различные локации, сражаются с разнообразными противниками, находят артефакты, накапливают опыт и повышают свой уровень. С ростом уровня увеличиваются основные характеристики выбранного класса.

### Сюжет
Группа искателей приключений путешествует в поисках артефактов, которые им понадобятся в финальной битве с Черным магом. Это необходимо, чтобы уберечь мир от вторжения сил Хаоса, что хлынут через межпространственные Врата Инкардагот. Игровой мир обильно населен разнообразными опасностями. В Книге Сумерек описаны трагические события прошлого, которые знакомят с предысторией происходящего упадка. Большинство некогда могущественных городов разрушены армией Черного мага, поражены чумой или массовыми помешательствами. Фанатики стремятся отворить  врата Инкардагот и призвать Темных Владык.

### Особенности
- Легковесная система, оставляющая многое на усмотрение Ведущего
- Применение игральной кости к18
- Наличие художественной предыстории в прозе и стихах
- Узнаваемая стилистика "Заколдованной страны"

## Игральная кость к18

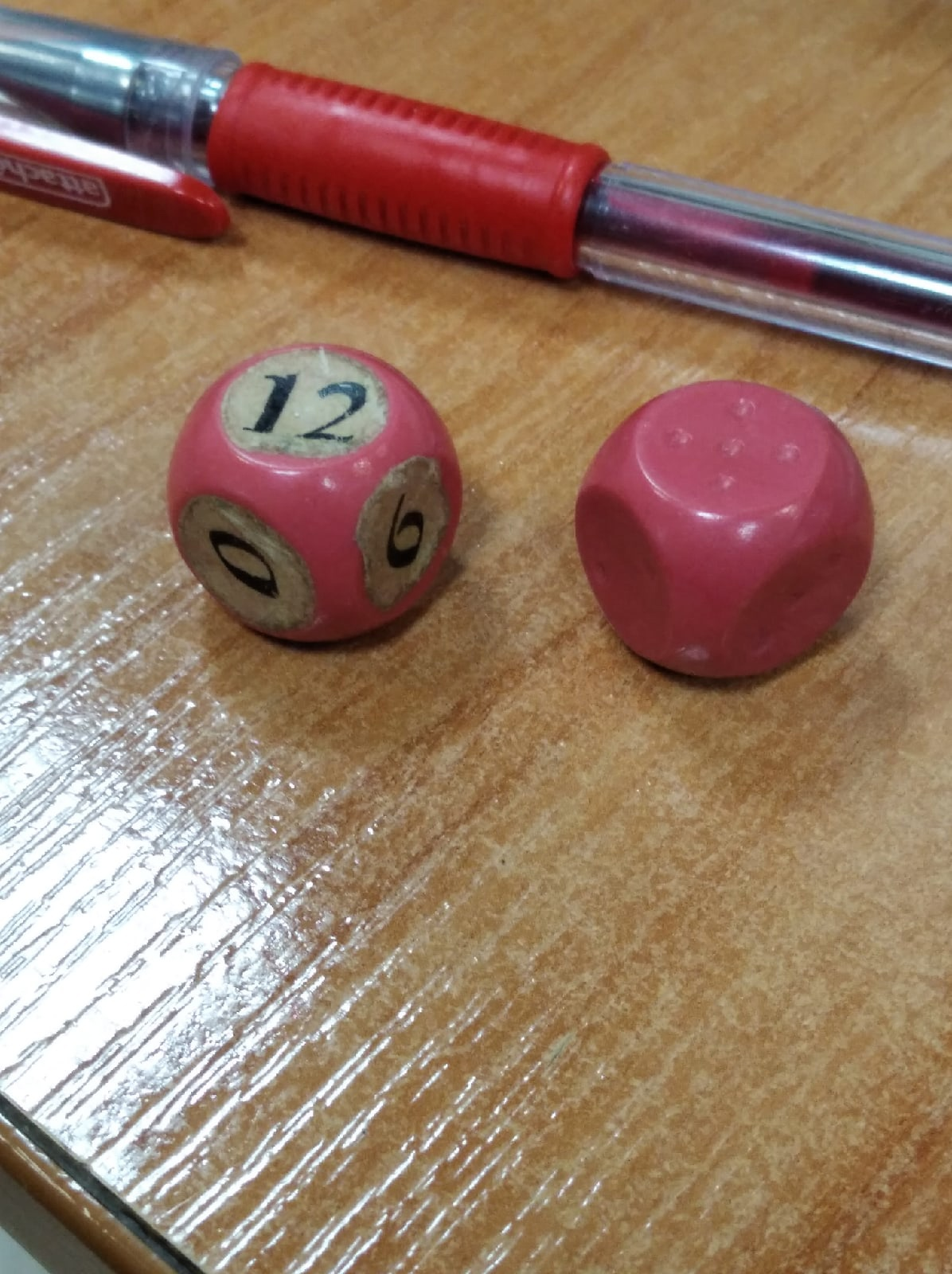
В игре применяется кость к18, получаемая суммой результата броска двух игральных костей (обычной к6 и особого к{0-6-12}).

Многие зарубежные аналоги применяют 20-гранную игральную кость, дающую удобное распределение вероятностей по 5% на грань. Или же 10-гранную кость с 10% на грань. К сожалению, производство по доступным ценам "нестандартных" игральных костей в пределах Санкт-Петербурга было проблематичным не только в начале 90х, но и в конце. Имеющиеся предприятия не могли гарантировать необходимую точность изделия. Поэтому, как в Заколдованной стране, так и в Заклятье Черного мага, было применено решение использовать сумму из двух шестигранных костей. Одной стандартной к6 и одной особой, на гранях которой были нанесены попарно значения 0, 6 и 12. Подобное решение дает равномерное распределение вероятностей от 1 до 18 с ~5,5% на грань, что приближается к 20-гранной кости. Стоит так же отметить, что применение к18 со средним значением 9, так же отразилось на игровом балансе и отдалило отечественную игру от Dungeons&Dragons.

## Художественные тексты
Производили сильное угнетающее впечатление и выгодно отличали "Заклятье черного мага" по отношению к "Заколдованной стране", где описание игрового мира практически отсутствовало.
Рунное море
Когда сгорали корабли

В багровых языках тумана,

Мы выбирались, как могли,

Мы тихо дули на угли,

Как псы зализывали раны.

Туман клубился над рекой,

И влажный воздух тверд как плоть

Какой-то мерзкой хищной твари.

Он теплый влажный под рукой,

Его крылом не пропороть,

И лес мечтает о пожаре...Олег Тарасов